# Hraň
Hraň (in ungherese Garany) è un comune della Slovacchia facente parte del distretto di Trebišov, nella regione di Košice.